# ライヴ&アンリリースド
『ライヴ&アンリリースド』（Live and Unreleased）は、アメリカ合衆国のエレクトリック・ジャズ・バンド、ウェザー・リポートの2002年にリリースされた未発表ライブ・レコーディング集。収録曲は、1975年11月27日から1983年6月3日まで、さまざまな時期に行われた異なるラインナップを含むライブ演奏から選ばれている。
確かにこのライブ演奏集からは、それなりの期間に渡って、このバンドの幅の広い、非常にすばらしい演奏を聞くことができる。しかし、収録曲の曲順は聴き手に混乱を与えるものになってしまっている。というのも、ある曲とその次の曲との間には、ほとんど、もしくはまったく、何の関係もないからである。もちろん、収録された日時や会場についても、バンドのメンバーについても、収録曲の順番から何か判断できるわけではない。

## 収録曲
| #  | タイトル                                                              | 作詞 | 作曲                  | 時間  |
| -- | --------------------------------------------------------------------- | ---- | --------------------- | ----- |
| 1. | 「フリージング・ファイア - "Freezing Fire"」(1975年)                  |      | ショーター            | 8:13  |
| 2. | 「プラザ・リアル - "Plaza Real"」(1983年)                             |      | ショーター            | 7:03  |
| 3. | 「ファスト・シティ - "Fast City"」(1980年)                            |      | ザヴィヌル            | 6:48  |
| 4. | 「トレイシーの肖像 - "Portrait of Tracy"」(1977年)                    |      | パストリアス          | 5:56  |
| 5. | 「エレガント・ピープル - "Elegant People"」(1977年)                   |      | ショーター            | 4:27  |
| 6. | 「キューカンバー・スランバー - "Cucumber Slumber"」(1975年)           |      | ジョンソン/ザヴィヌル | 11:39 |
| 7. | 「ティーン・タウン - "Teen Town"」(1977年)                            |      | パストリアス          | 6:29  |
| 8. | 「マン・インザ・グリーン・シャツ - "Man in the Green Shirt"」(1975年) |      | ザヴィヌル            | 10:31 |

| #   | タイトル                                                                                     | 作詞 | 作曲                | 時間  |
| --- | -------------------------------------------------------------------------------------------- | ---- | ------------------- | ----- |
| 1.  | 「ブラック・マーケット - "Black Market"」(1977年)                                            |      | ザヴィヌル          | 9:26  |
| 2.  | 「ホエア・ザ・ムーン・ゴーズ - "Where the Moon Goes"」(1983年)                               |      | オバーン/ザヴィヌル | 12:05 |
| 3.  | 「リヴァー・ピープル - "River People"」(1978年)                                              |      | パストリアス        | 6:57  |
| 4.  | 「トゥー・ラインズ - "Two Lines"」(1983年)                                                   |      | ザヴィヌル          | 8:15  |
| 5.  | 「シガノ - "Cigano"」(1975年)                                                                |      | ショーター          | 3:59  |
| 6.  | 「イン・ア・サイレント・ウェイ〜ウォーターフォール - "In a Silent Way"/"Waterfall"」(1978年) |      | ザヴィヌル          | 5:45  |
| 7.  | 「ナイト・パッセージ - "Night Passage"」(1980年)                                             |      | ザヴィヌル          | 5:53  |
| 8.  | 「ポート・オブ・エントリー - "Port of Entry"」(1980年)                                       |      | ショーター          | 8:08  |
| 9.  | 「ルンバ・ママ - "Rumba Mama"」(1977年)                                                      |      | アクーニャ/バドレナ | 1:15  |
| 10. | 「ディレクションズ〜Dr.ホリノス・コウザ - "Directions"/"Dr. Honoris Causa"」(1975年)         |      | ザヴィヌル          | 8:38  |

## パーソネル
- ジョー・ザヴィヌル (Joe Zawinul) - キーボード
- ウェイン・ショーター (Wayne Shorter) - サクソフォーン
- アルフォンソ・ジョンソン (Alphonso Johnson) - ベース (ディスク1:1、6、8曲目、ディスク2:5、10曲目)
- ジャコ・パストリアス (Jaco Pastorius) - フレットレス・ベース (ディスク1:3-5、7曲目、ディスク2:1、3、6-8曲目)
- ヴィクター・ベイリー (Victor Bailey) - ベース (ディスク1:2、ディスク2:2、4曲目)
- チェスター・トンプソン (Chester Thompson) - ドラム (ディスク1:1、6、8曲目、ディスク2:5、10曲目)
- アレックス・アクーニャ (Alex Acuña) - ドラム (ディスク1:4、5、7曲目、ディスク2:1)、パーカッション (ディスク1:1、6、8曲目、ディスク2:5、9、10曲目)
- ピーター・アースキン (Peter Erskine) - ドラム (ディスク1:3曲目、ディスク2:3、6-8曲目)
- オマー・ハキム (Omar Hakim) - ドラム (ディスク1:2、ディスク2:2、4曲目)
- マノロ・バドレーナ (Manolo Badrena) - パーカッション (ディスク1:4、5、7曲目、ディスク2:1、9曲目)
- ロバート・トーマス・ジュニア (Robert Thomas Jr.) - パーカッション (ディスク1:3曲目、ディスク2:7、8曲目)
- ホセ・ロッシー (Jose Rossy) - パーカッション (ディスク1:2、ディスク2:2、4曲目)